# 杜海涛
杜海涛（1987年10月28日—），中国大陆男主持人、演员。辽宁沈阳人。毕业于湖南大众传媒职业技术学院。主持包括湖南卫视的《快乐大本营》。因参加选秀节目而加入湖南卫视，从此走上演艺道路。

## 生平

### 進入演藝圈
湖南卫视从2005年9月开始，分別在重庆、杭州、沈阳、北京四地进行“闪亮新主播”选拔。當時18岁的高三学生杜海涛在過千名參加者中拿到了总冠军。选拔在2006年1月21日结束，杜海涛及同是來自沈阳赛区的亞軍吴昕与何炅、谢娜、李维嘉成立了快乐家族，主持快乐大本营。杜海涛亦憑快乐大本营而走紅。同年8月加入金鹰卡通主持《童心撞地球》。
2009年，杜海涛與吴昕合力著作《木土日斤》一书，记录从小到大的点滴成长故事和回忆及跟快乐家族的深厚感情。杜海涛在同年首次参演电视剧及電影，擔任一些毫不起眼的角色。直到2012年，飾演《隋唐演义》中的徕乎尔、《下班抓紧谈恋爱》中的汪兆冰。在電影方面，杜海涛在《快乐大本营》15周年电影《快乐大本营之快乐到家》中饰演与谢娜为搭档的“脱线神偷”组合，並在《做次有钱人》饰演皮蛋一角。

## 個人生活

### 戀情及緋聞
杜海涛在2011年快乐大本营節目中屡次宣称“恋爱ing……”。在新加坡读书的前女友李若曦更到過大本营现场。2012年，杜海涛在《完美释放》节目中首度回应分手传闻，希望媒体别骚扰她。杜海涛虽然与李若曦分手了，但快乐家族表示李若曦依然是朋友。杜海涛和吴昕自稱荧幕情侣，表示互相了解的程度無人能及。杜海涛曾三度在節目向吴昕表白，引得該集嘉賓林心如、汪东城、林更新等人大呼“在一起”。其後，杜海涛澄清是闹着玩。

### 婚姻
2016年初，有媒体曝料杜海涛与沈梦辰正在交往的傳聞，其后杜海涛承认恋情，又于2017年9月同框机场。此前于2017年暑假，两人还共同参与录制芒果TV网综《香蕉打卡·脂肪特工队》第一期节目。2022年2月16日，杜海涛和沈梦辰在长沙市开福区民政局办理结婚手续，随后于2月17日下午6点13分在微博官宣：“天上的喜鹊叫乖乖”，领取结婚证。证实小两口升格合格夫妻，大批网民涌入留言区献恭喜。

## 争议

### 墨镜事件
在《快乐大本营》中，杜海涛一直以憨厚搞笑的形象出现。2013年4月1日，却爆出他在河南拍戏时打了当地大学生。据透露，打架的原因是：“有学生找他合影拍照，非要他把墨镜摘掉，海涛没摘，学生自己伸手去摘，导致海涛厌烦发生了口角。”记者从网上流传的现场图片看出，当时场面十分混乱，杜海涛的情绪也十分激动。有媒体拨打了杜海涛的电话，对方迅速以“打错电话”为由挂断。而该片片方工作人员解释称，“当时有学生过去伸手摘杜海涛的墨镜，他才推了那个学生一把，是本能反应。”但也有网友认为很可能是片方的炒作，结果把杜海涛绕进去了。

### 下跪颁奖事件
2013年11月20日，「青春的选择2013年度盛典」在北京奥体中心举行，BIGBANG队长G-Dragon中国首秀，杜海涛见到偶像十分激动，现场向偶像权志龙以单膝下跪的方式颁奖。此举立即引起了众多大陆网友批评，不少人认为杜海涛身为公众人物此举有失妥当，会给大批未成年粉丝做出错误示范，激进的网友则直接骂此行为是“无节操脑残”。韩国媒体对于杜海涛下跪权志龙一事也有报道，直言中国人奴性十足，嘲笑杜海涛的下跪行为。进而引起了百度贴吧爆吧事件，杜海涛吧首先中招，快乐大本营吧、权志龙吧于当晚也被爆吧。之后传出湖南卫视内部对杜海涛作出暂时休假的决定，但被杜海涛助理否认。
11月26日下午5时左右，杜海涛在个人微博上为炒得沸沸扬扬的“下跪权志龙”事件公开道歉。

### 包贝尔婚礼闹伴娘事件
2016年3月30日，演员包贝尔在印尼巴厘岛举行婚礼，婚礼过程中闹伴娘的视频在网络上曝光后，引发舆论争议。参与的人员有：包贝尔、韩庚、王祖蓝、杜海涛、曾一竣，其中除包贝尔外，其余四人均是伴郎。

### 删礼品事件
2020年12月下旬，湖南卫视《快乐大本营》主持团被指收取嘉宾粉丝价值不菲的应援礼物，何炅道歉，22日，杜海涛猛删二手交易平台“闲鱼”上近300件已售闲置物品，其中不少物品能与此前爆出的粉丝送礼清单对应，被质疑是在变卖粉丝应援物后心虚。

## 影视作品

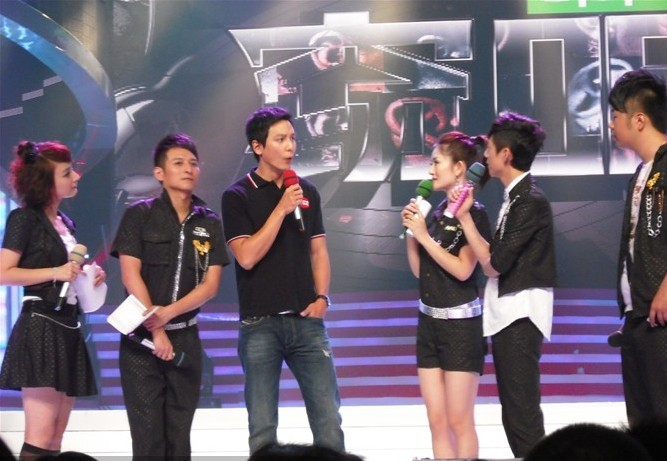
2009年7月的一期《快乐大本营》，右一为杜海涛。

### 綜藝節目 (參與者/節目主持)
| 年度      | 節目名                | 播放平台 | 角色     | 备注     |
| 2006-2021 | 快乐大本营            | 湖南衛視 | 主持     |          |
| 2006-2013 | 童心撞地球            | 金鹰卡通 | 主持     |          |
| 2007-2010 | 勇往直前              | 湖南衛視 | 主持     |          |
| 2013-2014 | 我是歌手第一至二季    | 湖南衛視 | 經理人   | 全季參與 |
| 2014      | 明星家族的2天1夜      | 四川卫视 |          | 全季參與 |
| 2015      | 奇妙的朋友            | 湖南衛視 | 參與者   | 全季參與 |
| 2015      | 真正男子漢            | 湖南衛視 | 參與者   | 全季參與 |
| 2015      | 冲上云霄              | 辽宁卫视 | 參與者   |          |
| 2015      | 全員加速中            | 湖南衛視 | 演員     |          |
| 2016      | 全員加速中 (第二季)   | 湖南衛視 | 參與者   |          |
| 2016      | 香蕉打卡              | 芒果TV   | 主持     |          |
| 2017      | 香蕉打卡2之脂肪特工隊 | 芒果TV   | 主持     |          |
| 2018      | 嘿！好樣的            | 湖南衛視 | 主持     |          |
| 2018      | 搖啊笑啊橋            | 湖南衛視 | 主持     |          |
| 2018      | 声临其境 (第一季)     | 湖南衛視 | 參與者   | 全季參與 |
| 2019      | 声临其境 (第二季)     | 湖南衛視 | 參與者   |          |
| 2019      | 女兒們的戀愛          | 芒果TV   | 參與者   |          |
| 2019      | 心动的信号 (第二季)   | 腾讯视頻 | 主持     |          |
| 2019      | 中餐厅 (第三季)       | 芒果TV   | 飞行嘉宾 |          |
| 2020      | 巧手神探              | 湖南衛視 | 固定主持 |          |
| 2020      | 說唱聽你的            | 湖南衛視 | 主持     |          |
| 2020      | 心动的信号 (第三季)   | 腾讯视頻 | 主持     |          |
| 2021      | 心动的信号 (第四季)   | 腾讯视頻 | 主持     |          |
| 2022      | 心动的信号 (第五季)   | 腾讯视頻 | 飛行嘉賓 |          |

### 电视剧
- 2009年 《校园恰恰恰》
- 2009年 《美女不坏》
- 2010年 《落跑甜心》
- 2011年 《运动肥侠》
- 2011年 《倾世皇妃》飾 小二
- 2013年 《隋唐演義》飾 徕乎尔
- 2013年 《极品女士第二季》(客串)
- 2013年 《快乐ELIFE》(客串)(網絡劇)
- 2014年 《爱情公寓4》
- 2014年 《下班抓紧谈恋爱》
- 2014年 《懂小姐》
- 2014年 《神医大道公前传》飾 秦大悲
- 2014年 《這個大叔不太囧》飾 王而立
- 2016年 《富贵逼人》(網絡劇)
- 2016年 《欢喜密探》飾 肥膘七(客串)
- 2018年 《新万家灯火》飾 朱一鸣
- 2018年 《极速青春》饰 何诚语
- 2023年《左耳》(2015年拍攝)饰 熊胖
- 2024年《小日子》饰 黄牵牛
- 待播中 《喜剧之王》(網絡劇)
- 未播 《雷神突击》

### 电影
- 2009年 《倔强萝卜》
- 2010年 《嘻游记》
- 2010年 《大人物》
- 2010年 《全球热恋》
- 2011年 《喜剧王》
- 2012年 《十二星座离奇事件》
- 2012年 《绑架大明星》
- 2012年 《诡婚》
- 2012年 《暴走妈妈》
- 2012年 《美男记》
- 2012年 《乐翻天》
- 2012年 《做次有钱人》
- 2013年 《无缘无故》
- 2013年 《快乐到家》
- 2013年 《我为相親狂》
- 2014年 《一生一世》
- 2014年 《怒放之青春再见》
- 2015年 《暴走神探》
- 2015年 《天边的孩子》
- 2015年 《拳霸风云》
- 2015年 《新娘大作战》
- 2016年 《一家老小向前冲》
- 2016年 《致我们终将到来的爱情》
- 2016年 《恭喜发财之谈钱说爱》饰 石鋼
- 2016年 《那件疯狂的小事叫爱情》
- 2016年 《看见我和你》饰 樊坤
- 2017年 《锋味江湖之决战食神》
- 2017年 《忍者传说之高校争霸》(网络电影)饰 校长
- 2017年 《仙球大戰》饰 宋炳
- 2017年 《爱的帕斯卡》
- 2018年 《最佳前男友之月老下凡来爱你》(網絡電影)
- 待上映 《济公之人皇鼎》

### 专辑
- 2010年 快乐家族 音乐专辑《快乐你懂的》
- 2010年 《男人婆》
- 2015年 《你有沒有聽到我》

### 书籍
- 2009年 《木土日斤》

### 單曲
- 2015年	《你有沒有聽到我》（與李宇春，倪妮，胡杏兒，黃軒，杜天皓合唱）